# Друганов, Александр Павлович
Александр Павлович Друганов (род. 1961) — украинский художник.

## Биография
С 1973 по 1980 гг. учёба в Республиканской Художественной школе им. Т. Шевченко на отделении живописи. 1980—1982 гг. — служба в рядах Советской Армии. 1983—1989 гг. — учёба в Киевском Государственном Институте изобразительных искусств и архитектуры (ныне Национальная академия изобразительного искусства и архитектуры). C 1989 года член Союза Художников Украины.
С 1986 года занимается иллюстрированием книг, работает с издательствами. В этот же период становится участником художественной группы «Парижская Коммуна». В 1993 году представляет свой первый перформанс «There is so much air & moon» на музыку М.Равеля «Болеро». В 1994 году началась длительная совместная работа Александра Друганова и театрального режиссёра Дмитрия Богомазова, толчком для сотрудничества послужил перформанс «Горло»..
С 1997 года работает в рекламных агентствах Leo Burnett Worldwide и Propaganda Ogilvy в качестве арт-директора. 2000—2003 гг. главный художник театра «Вільна Сцена». Активно участвует в выставках и пленерах, работает для журнала «Салон». Преподаёт в Киевском государственном институте им. М. Бойчука на кафедре графики.

## Персональные выставки
- 2014 «Фотографии» (Галерея «Триптих», Киев)
- 2013 «Линия» (галерея «Карась», Киев)
- 2011 «PHOTOEXPO» (Robert Gallery, Киев)
- 2010 «90/120» (Украинский национальный музей, Киев)
- 2010 «Видение», живопись, Карась Галерея, Киев
- 2009 «360˚», живопись, Карась Галерея, Киев; «Марки», живопись, Карась Галерея, Киев
- 2008 «Тише», инсталляция, Международный фестиваль современного искусства Гогольfest, Мыстецкий арсенал, Киев; «Время», Гурзуфские сезоны, Гурзуф
- 2007 «Персона(Кто ты?)» месяц фотографии, галерея «А-Хаус», Киев; «Волна», Гурзуфские сезоны, Гурзуф
- 2006 «Ж. З. Л.», галерея «Триптих», Киев
- 2005 «…&…», живопись, Карась Галерея, Киев
- 2003 «Впервые», живопись, Карась Галерея, Киев; «Современность и традиция», Тбилиси; «Мягкий свет», Лихтхаус, Киев; "Международный день театра ", галерея «Лавра», Киев
- 2002 «Повторение — мать учения», фото, Карась Галерея, Киев
- 2001 «Диалог с цитатой», Карась Галерея, Киев
- 2000 «Новые направления», Союз Художников Украины, Киев
- 1997 «worKINGman», живопись, Карась Галерея, Киев; «Фото…синтез», Киев
- 1996 «В семейный альбом», Киев
- 1995 «Черное и белое», Киев; «Barbaros», Киев; «Small Graphic Forms», Лодзь, Польша
- 1994 «Пространство культурной революции», Киев; «Графика Украины», Краков, Польша; «Postanaesthesia», Лейпциг
- 1992 «Postanaesthesia», Мюнхен; «Dialog mit Kiew», Мюнхен; «Лето», Киев; «Штиль», Киев
- 1991 «Impreza-91», Международное биеннале, Ивано-Франковск
- 1990 «Interdruk», Международное биеннале, Львов
- 1989—1991 «Художник и книга», Киев

## Групповые выставки
- 2014 Благотворительный проект «Искусство, которое спасает» (Мистецький Арсенал, Киев)
- 2014 «Украинский ландшафт», Мистецький Арсенал, Киев
- 2013 ART_KYIV TEMPORARY VIII (Мистецький Арсенал, Киев)
- 2011 Проект «Независимые» (Мистецький Арсенал, Киев)
- 2011 «Космическая Одиссея» (Мистецький Арсенал, Киев)
- 2009 «Гурзувские сезоны» (Институт современного искусства, Киев)
- 2002 «Современность и традиция» (Грузия, Тбилиси)
- 2001 «Современное искусство» (Национальный Союз Художников Украины, Киев)
- 2000 «Новые направления» (Национальный Союз Художников Украины, Киев)
- 1997 «Фото…синтез» (Национальный Союз Художников Украины, Киев)
- 1996 «К семейному альбому» (Киево-Могилянская Академия, Киев)
- 1995 «Чёрное и белое» (Галерея Шупера, Киев)
- 1995 «Barbaros» (Национальный Союз Художников Украины, Киев)
- 1994 «Пространство культурной революции» (Украинский Дом, Киев)
- 1992 "Postanaesthesia (Мюнхен, Германия)
- 1992 «Dialog mit Kiew» (Мюнхен, Германия)
- 1992 «Лето» (Киев, Украина)
- 1992 «Штиль» (Киев, Украина)

## Биеннале
- 2013 IV FINE ART UKRAINE, Художественный проект траектория («Мистецький Арсенал, Киев)
- 2007 „Месяц фотографии“, „Персона“ (Кто ты?)» (Киев, «А-Хаус»)
- 2004 «Месяц фотографии», «Война и Мир» (фотобиеннале, Киев)
- 2002 «Месяц фотографии», «Stereo Cat» виставка (Киев, Галерея «Карась»)
- 1998 «Месяц фотографии-98», Международная выставка (Братислава, Словакия)
- 1993 «Импреза-93», Международное биеннале (Ивано-Франковск, Украина)
- 1991 «Импреза-91», Международное биеннале (Ивано-Франковск, Украина)
- 1990 «Интердрук», Международное биеннале (Львов, Украина)

## Спектакли
- 2014 «Шинкарка» (Одесса, Украинский Театр Музыкальной Драмы)
- 2013 «MORITURI TE SALUTANT»(2) (Национальный театр им. И.Франка)
- 2012 Балет «Перекрёсток» (Национальный театр Оперы и Балета, Киев)
- 2011 «ДОН ЖУАН» (Государственный Театр Драмы и Комедии, Киев)
- 2009 Музыкальный проект Святослава Вакарчука «Вночі», художественное решение концерта (Национальный театр им. Франка, Киев)
- 2009 «Гамлет» Международный фестиваль современного искусства «ГОГОЛЬFEST», Одесса-Киев
- 2008 «Тарелкин_DREAM» (Россия, Пермь)
- 2007 «КУРАЖ» (Одесса, Украинский Театр Музыкальной Драмы)
- 2007 «Сладких снов, Ричард» (Киевский театр «Вільна Сцена»)
- 2006 «Очередь» (Киевский Театр Драмы и Комедии)
- 2006 «Немного вина 2» (Л.Пиранделло), (Киев, Украина)
- 2005 «Чего им Гекуба» (Одесса, Украинский Театр Музыкальной Драмы)
- 2004 «Отелло» (Черкассы, Украина)
- 2004 «Зукко» (костюмы, художественное оформление, муз.дебют з А.Кохановским), (Киевский театр «Вільна Сцена»)
- 2003 «Эдип» (Одесса, Украинский Театр Музыкальной Драмы)
- 2003 «Сон в летнюю ночь» (Государственный Русской Драмы им. Л.Украинки)
- 2002 «Счастье радом» (Одесса, Украинский Театр Музыкальной Драмы)
- 2002 «Морфий» (Булгаков и Кандинский), (Киев, Галерея Лавра)
- 2001 «Горло Sanctus» Е. Т. А. Гофман — 2 награды «Киевская Пектораль» (Киев, Галерея Лавра)
- 2001 «MORITURI TE SALUTANT»(1) (Театр на Подоле, Киев)
- 2000 «Смерть Тарелкина» (в соавторстве с О.Лунёвым), (Театр Драмы и Комедии, Киев)
- 1999 Фестиваль «EST-QUEST» (Немного вина и 70 оборотов), (Париж, Ди, Франция)
- 1999 «Фауст-Фрагмент» (В.Гёте ТЮГ), (Москва-Киев)
- 1998 "Филоктет-Концерт (Софокл, Театр Драмы и Комедии, Киев, Украина)
- 1997 «Обманутая» (Т.Манн), (Киев, Театр Драмы и Комедии)
- 1996 «Немного Вина…и 70 оборотов» (Л.Пиранделло), (Киев, Театр Драмы и Комедии)
- 1996 «Буратин-2» (Киев, Украина)
- 1996 «Свободный пленник королевы» (Ж.Кокто), (Театр Драмы и Комедии)
- 1994 «Горло» перформанс (Киев, Украина)
- 1994 «Passion of spring gistrions» перформанс (Киев, Галерея «Ирена»)
- 1993 «There is so much air & moon» («Болеро»), перформанс (Киев, Украина)

## Видеоработы
- 2010 Международный фестиваль короткометражных фильмов «Future Shorts Весна 2010» под девизом «All you need is love» _ кинопремьера анимационного видео на песню «Смысла.нет» Pianoбой
- 2005 «Польская Сюита» Лятошинский видео-арт (40 мин.), (Варшава, Польша)
- 2003 Видео-арт «Stereo Cat» (саундтрек вместе с Ю.Смалиус)
- 2002 Музыкальный клип на песню «Свит» из альбома «FaYno» (Файно) группы Вопли Видоплясова

## Награды и номинации
- 2014 Награда за лучшее художественное решение спектакля года Киевская пектораль (Театр им. И.Франка, спектакль «MORITURI TE SALUTANT», Киев)
- 2012 Театральная награда Киевская пектораль — Балет «Перекрёсток» (За лучшее решение музыкального произведения)
- 2000 Театральная награда «Йорик» в номинации за лучшее художественное оформление спектакля («Faust-fragment»)